# Sanggye Gyatsho
| Tibetische Bezeichnung                                 |
| ------------------------------------------------------ |
| Tibetische Schrift: སྡེ་སྲིད་སངས་རྒྱས་རྒྱ་མཚོ་                  |
| Wylie-Transliteration: sde srid sangs rgyas rgya mtsho |

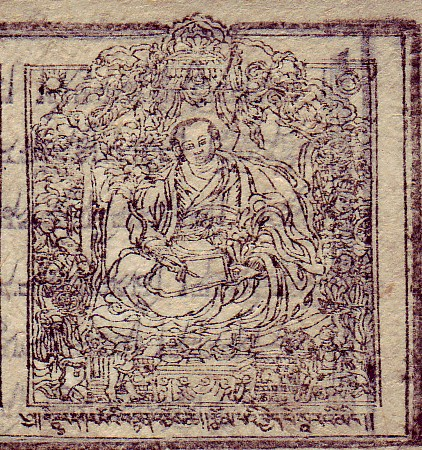
Sanggye Gyatsho

Desi Sanggye Gyatsho (tibetisch: sde srid sangs rgyas rgya mtsho; geb. 1653 nähe Lhasa; geb. 1705) war ein bedeutender Gelehrter der Gelug-Tradition des Buddhismus in Tibet, Autor, Staatsmann und tibetischer Arzt.

## Leben
Sanggye Gyatsho wurde als Sohn des Drongmepa Asug (tibetisch: grong smad pa a sug) und der Buthri Gyelmo (tibetisch: bu khrid rgyal mo) im Jahre 1653 geboren. Schon im Alter von acht Jahren erhielt er Unterweisungen in Sutra und Tantra vom 5. Dalai Lama (1617–1682). Ferner wurde er in Astrologie, Grammatik und Medizin von den besten Lehrern seiner Zeit ausgebildet.
1679 wurde Sanggye Gyatsho „Desi“ (tibetisch: sde srid; Regent) des 5. Dalai Lama. Nach dem Tod des 5. Dalai Lama hielt er dessen Ableben auf Wunsch des Verstorbenen geheim, bis der 6. Dalai Lama sein 13. Lebensjahr erreicht hatte und der „Rote Palast“ (tibetisch: thog khang dmar po) des Potala fertiggestellt war (1694). Dies führte zu Unstimmigkeiten mit Kaiser Kangxi. 1696 gründete er die erste Schule für tibetische Medizin in Tibet auf dem Cagpori (tibetisch: lcags po ri; der „Eiserne Berg“, südlich des Potala). 1702 trat Desi Sanggye Gyatsho auf Grund unüberwindbarer Differenzen mit Lhabsang Khan als Regent und Minister zurück. 1705 ließ ihn Lhabsang Khans Frau ermorden.

## Werke

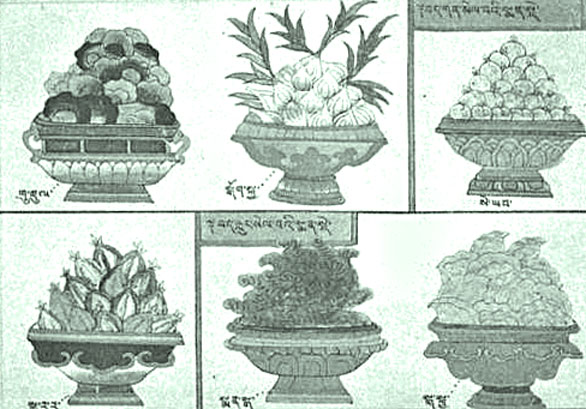
Sechs Heilpflanzen, die gemäß dem „Blauen Beryl“ üblicherweise in Tibet verwendet wurden (Boswellia sacra, Knoblauch, Pseudocydonia, Terminalia chebula, Ingwer und Gewürzlilie)

Zu den bekanntesten Werken Sanggye Gyatshos zählen sein Kommentar zum „Gyüshi“ (tib.: rgyud bzhi) genannt „Der blaue Beryll“ (1688 fertiggestellt; Sanskrit/tibetisch: Vaidurya sngon po) – ein erstmals zu medizinischen Ausbildungszwecken illustriertes Lehrbuch der tibetischen Medizin – und der „Gelbe Beryll“ (1698; Sanskrit/tibetisch: Vaidurya ser po) – eine Geschichte der Gelug-Tradition. 
Weitere bekannte Werke sind das khog 'bugs – eine Geschichte der Medizin, in der er in 36 Kapiteln die Entwicklung zweier unterschiedlicher Traditionen tibetischer Medizin (byang lugs und zur lugs) im Kontext tibetischer Geschichte beschreibt sowie ein Werk mit dem Titel sman ngag lhan thabs für praktizierende Ärzte, in dem er sich in 133 Kapiteln nur auf den 3. Teil des Gyüshi bezieht und der „Weiße Beryll“ (Sanskrit/tibetisch: Vaiḍūrya dkar po), das bedeutendste tibetische Standardwerk zur tibetischen Kalenderrechnung, Astronomie, Astrologie und über Sinotibetische Divinationskalkulationen.